# 高橋幸二 (野球)
高橋 幸二（たかはし こうじ、1970年2月26日 - ）は、岩手県釜石市出身の元プロ野球選手（投手）。

## 来歴・人物
盛岡工業高ではエースピッチャーを務めたが打者としても高校通算20本塁打を記録し注目される。
1987年のプロ野球ドラフト会議で中日ドラゴンズから6位指名を受け入団。入団発表の席で「早く一軍に上がって星野監督に殴られたい。」と言って、話題となる。
1989年はMLBルーキーリーグのガルフコースト・ドジャースに野球留学した。
1990年に一軍初登板を果たし、同年は中継ぎとして6試合に登板した。
1991年6月から打者に転向したが、に転向するが、1992年に左膝靭帯を痛めて完治せず、同年10月5日に球団から戦力外通告を言い渡された。野手としての一軍出場はないまま同年オフに現役を引退、同月29日付で任意引退選手として公示された。その後、数年は打撃投手を務めた。
その後、2016年からJICAのシニアボランティアとしてブラジルでの野球指導にあたった。

## 詳細情報

### 年度別投手成績
| 年 度    | 球 団    | 登 板 | 先 発 | 完 投 | 完 封 | 無 四 球 | 勝 利 | 敗 戦 | セ 丨 ブ | ホ 丨 ル ド | 勝 率 | 打 者 | 投 球 回 | 被 安 打 | 被 本 塁 打 | 与 四 球 | 敬 遠 | 与 死 球 | 奪 三 振 | 暴 投 | ボ 丨 ク | 失 点 | 自 責 点 | 防 御 率 | W H I P |
| -------- | -------- | ----- | ----- | ----- | ----- | -------- | ----- | ----- | -------- | ----------- | ----- | ----- | -------- | -------- | ----------- | -------- | ----- | -------- | -------- | ----- | -------- | ----- | -------- | -------- | ------- |
| 1990     | 中日     | 6     | 0     | 0     | 0     | 0        | 0     | 0     | 0        | --          | ----  | 32    | 6.2      | 11       | 0           | 2        | 0     | 1        | 2        | 0     | 0        | 4     | 4        | 5.40     | 1.95    |
| 通算:1年 | 通算:1年 | 6     | 0     | 0     | 0     | 0        | 0     | 0     | 0        | --          | ----  | 32    | 6.2      | 11       | 0           | 2        | 0     | 1        | 2        | 0     | 0        | 4     | 4        | 5.40     | 1.95    |

### 記録
- 初登板:1990年8月30日 対広島東洋カープ24回戦（広島市民球場）、9回表から3番手で登板・完了、1回無失点

### 背番号
- 52 （1988年 - 1992年）